# Kanton Les Deux Rives
Der Kanton Les Deux Rives ist seit 2015 ein französischer Wahlkreis im Arrondissement Albi, im Département Tarn und in der Region Okzitanien; sein Hauptort ist Lagrave.

## Gemeinden
Der Kanton besteht aus 18 Gemeinden mit insgesamt 14.929 Einwohnern (Stand: 1. Januar 2022) auf einer Gesamtfläche von 286,43 km²:
| Gemeinde              | Einwohner 1. Januar 2022 | Fläche km² | Dichte Einw./km² | Code INSEE | Postleitzahl |
| --------------------- | ------------------------ | ---------- | ---------------- | ---------- | ------------ |
| Aussac                | 263                      | 6,06       | 43               | 81020      | 81600        |
| Bernac                | 185                      | 5,54       | 33               | 81029      | 81150        |
| Cadalen               | 1.540                    | 40,41      | 38               | 81046      | 81600        |
| Castanet              | 199                      | 7,21       | 28               | 81061      | 81150        |
| Cestayrols            | 462                      | 17,03      | 27               | 81067      | 81150        |
| Fayssac               | 359                      | 7,62       | 47               | 81087      | 81150        |
| Fénols                | 247                      | 6,00       | 41               | 81090      | 81600        |
| Florentin             | 735                      | 12,62      | 58               | 81093      | 81150        |
| Labastide-de-Lévis    | 963                      | 14,29      | 67               | 81112      | 81150        |
| Labessière-Candeil    | 726                      | 21,98      | 33               | 81117      | 81300        |
| Lagrave               | 2.275                    | 9,46       | 240              | 81131      | 81150        |
| Lasgraisses           | 575                      | 12,22      | 47               | 81138      | 81300        |
| Montans               | 1.547                    | 32,43      | 48               | 81171      | 81600        |
| Parisot               | 1.009                    | 28,99      | 35               | 81202      | 81310        |
| Peyrole               | 557                      | 20,59      | 27               | 81208      | 81310        |
| Rivières              | 1.065                    | 9,57       | 111              | 81225      | 81600        |
| Senouillac            | 1.123                    | 15,01      | 75               | 81283      | 81600        |
| Técou                 | 1.099                    | 19,40      | 57               | 81294      | 81600        |
| Kanton Les Deux Rives | 14.929                   | 286,43     | 52               | 8110       | –            |